# روبرت وودز
روبرت وودز (بالإنجليزية: Robert Woods) هو لاعب كرة قدم أمريكية أمريكي، ولد في 10 أبريل 1992 في غاردينا في الولايات المتحدة.

## وصلات خارجية
- روبرت وودز على موقع الاتحاد الدولي لألعاب القوى (الإنجليزية)
- روبرت وودز على موقع مرجع كرة القدم المحترفة.كوم (الإنجليزية)